# Ladislaus Müller
Ladislaus svobodný pán Müller von Szentgyörgy (Ladislaus/László Freiherr Müller de Szentgyörgy) (18. října 1855, Budapešť – 14. března 1941, Budapešť) byl rakousko-uherský diplomat maďarského původu. Od roku 1879 působil v diplomatických službách a zastával různé funkce v několika zemích. V letech 1912–1914 byl rakousko-uherským velvyslancem v Japonsku, za první světové války byl prvním sekčním šéfem na ministerstvu zahraničí, po zániku monarchie byl penzionován. V roce 1911 byl povýšen do stavu svobodných pánů.

## Životopis
Pocházel z měšťanských poměrů, jeho otec německého původu byl lékárníkem v Pešti. Ladislaus studoval na Orientální akademii ve Vídni a v roce 1879 vstoupil do diplomatických služeb. Kariéru zahájil jako vicekonzul v Albánii, poté řadu let působil v Turecku (1879–1896). V roce 1896 byl přeložen do Říma, kde byl od následujícího roku legačním radou, V letech 1900–1903 byl generálním konzulem a vyslancem v Bulharsku, poté byl povolán do Vídně jako sekční šéf na ministerstvu zahraničí (1903–1912).  V letech 1912–1914 byl rakousko-uherským velvyslancem v Japonsku (v roce 1912 souběžně krátce vyslancem v Siamu). Do funkce byl jmenován v březnu 1912, do Tokia ale dorazil až v září. Hned po příjezdu byl rakousko-uherským zástupcem na pohřbu císaře císaře Mucuhita. Přes nepřátelské výpady amerického tisku se mu dařilo udržovat korektní diplomatické vztahy, v době mezinárodní krize po sarajevském atentátu byl však donucen k přerušení diplomatických styků a v srpnu 1914 se vrátil do Vídně. V letech 1917–1918 byl znovu prvním sekčním šéfem na rakousko-uherském ministerstvu zahraničí. Na vlastní žádost byl v červnu 1918 propuštěn do penze. Po zániku monarchie žil v soukromí.
Jeho starší bratr Kálmán Müller (1849-1926) byl významným maďarským lékařem, profesorem na budapešťské univerzitě a autorem řady publikací.

## Tituly a ocenění
V roce 1896 byl povýšen do šlechtického stavu v Uherském království s titulem a predikátem Edler von Szentgyörgy. Ve funkci sekčního šéfa na ministerstvu zahraničí obdržel titul c. k. tajného rady s nárokem na oslovení Excelence (1906). V roce 1911 byl povýšen do stavu svobodných pánů. Během působení v diplomatických službách získal řadu vyznamenání v Rakousku-Uhersku i v zahraničí.

### Rakousko-Uhersko
- velkokříž Leopoldova řádu (1918)
- Řád železné koruny I. třídy (1908)
- komtur Řádu Františka Josefa s hvězdou (1899)
- Jubilejní pamětní medaile (1898)

### Zahraničí
- Řád červené orlice I. třídy (Německo)
- Řád pruské koruny I. třídy (Německo)
- velkokříž Řádu italské koruny (Itálie)
- rytíř Řádu sv. Mořice a sv. Lazara (Itálie)
- velkokříž Řádu Isabely Katolické (Španělsko)
- velkokříž Záslužného řádu bavorské koruny (Bavorsko)
- velkokříž Řádu polární hvězdy (Švédsko)
- velkokříž Řádu Albrechtova (Sasko)
- Královský řád za občanské zásluhy (Bulharsko)
- Řád Medžidie I. třídy (Osmanská říše)
- Řád Osmanie I. třídy (Osmanská říše)
- Řád lva a slunce I. třídy (Persie)
- Řád vycházejícího slunce I. třídy (Japonsko)
- Řád dvojitého draka III. třídy (Čína)